# مانت لی
مانت لی (انگلیسی: Mount Lee) نام قله‌ای در کوه‌های سانتا مونیکا است که در گریفیث پارک لس آنجلس واقع شده است. نشان هالیوود در دامنهٔ جنوبی این کوه واقع شده است.